# Parafia św. Katarzyny Aleksandryjskiej w Świętej Katarzynie
Parafia św. Katarzyny Aleksandryjskiej w Świętej Katarzynie – rzymskokatolicka parafia znajdująca się w dekanacie Wrocław wschód archidiecezji wrocławskiej. Erygowana w XIII wieku. 
Od 1958 do 1974 roku posługę duszpasterską w parafii sprawował ks. Henryk Smoluk (1913–1974), były administrator parafii w Wełdzirzu w archidiecezji lwowskiej i były  więzień sowieckich łagrów na Syberii. 
Obsługiwana przez księży archidiecezjalnych. Jej proboszczem od 2023 jest ks. Rafał Hołubowicz.

## Parafialne księgi metrykalne
| Księgi metrykalne | Okres ewidencji   |
| ----------------- | ----------------- |
| chrztów           | 1726–1758 od 1945 |
| ślubów            | 1722–1756 od 1945 |
| zgonów            | 1732–1765 od 1945 |